# کیم شلستروم
کیم شلستروم (به سوئدی: Kim Källström) (زادهٔ ۲۴ اوت ۱۹۸۲) بازیکن فوتبال اهل سوئد است که در باشگاه فوتبال گراس‌هاپر زوریخ بازی می‌کند. 

## تیم ملی
وی برای تیم ملی فوتبال سوئد ۹۸ بازی انجام داده و ۱۶ گل به ثمر رسانده‌است. پست تخصصی این بازیکن نیز هافبک است.